# Brad Ellsworth

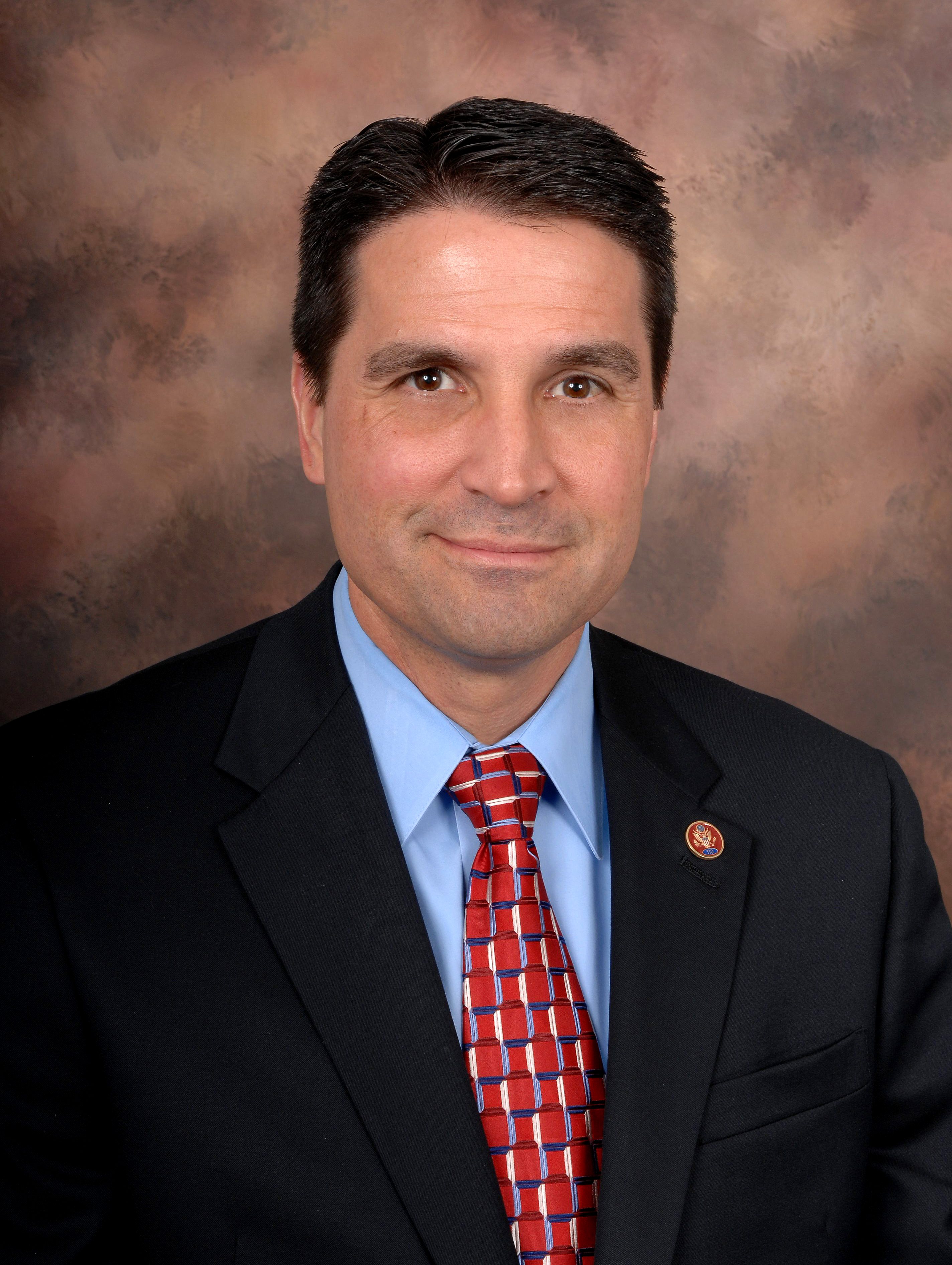
Brad Ellsworth (2009)

John Bradley „Brad“ Ellsworth (* 11. September 1958 in Jasper, Indiana) ist ein US-amerikanischer Politiker. Zwischen 2007 und 2011 vertrat er den Bundesstaat Indiana im US-Repräsentantenhaus.

## Werdegang
Nach der High School studierte Brad Ellsworth bis 1981 Soziologie an der Indiana State University in Evansville. Später studierte er an der gleichen Universität noch das Fach Kriminologie. Ellsworth begann zunächst eine Laufbahn im Polizeidienst. Zunächst war er einfacher Polizist. Später wurde er als Sheriff Polizeichef im Vanderburgh County. Dieses Amt bekleidete er zwischen 1999 und 2007.
Politisch schloss sich Ellsworth der Demokratischen Partei an. Bei den Kongresswahlen des Jahres 2006 wurde er im achten Wahlbezirk von Indiana in das US-Repräsentantenhaus in Washington, D.C. gewählt, wo er am 3. Januar 2007 die Nachfolge des ihm zuvor unterlegenen Republikaners John Hostettler antrat. Nach einer Wiederwahl konnte er bis zum 3. Januar 2011 zwei Legislaturperioden im Kongress absolvieren. Dort war er Mitglied im Landwirtschaftsausschuss, im Streitkräfteausschuss und im Committee on Small Business sowie in insgesamt sechs Unterausschüssen. Er gilt als sehr konservativ und war unter anderem gegen Abtreibungserleichterungen sowie Gesetze zur Einschränkung des privaten Waffenbesitzes.
Im Jahr 2010 verzichtete Ellsworth zu Gunsten einer Kandidatur für den US-Senat auf eine mögliche Wiederwahl in das US-Repräsentantenhaus. Mit 40:55 Prozent der Stimmen verlor er deutlich gegen den Republikaner Dan Coats. Anschließend wurde er Präsident eines Energieversorgers mit Sitz in Evansville.